# Gauthieromyces microsporus
Gauthieromyces microsporus är en svampart som beskrevs av Lichtw. 1983. Gauthieromyces microsporus ingår i släktet Gauthieromyces och familjen Legeriomycetaceae.   Inga underarter finns listade i Catalogue of Life.